# Manuel de Montoliu i de Togores
Manuel de Montoliu i de Togores (Barcelona, 30 d'abril de 1877 - ibídem, 18 de maig de 1961) fou un destacat crític i historiador de la literatura.

## Biografia
Segon fill de Plàcid-Maria de Montoliu i de Sarriera i de la seva esposa Pilar de Togores i Zaforteza. Germà de Francesc de Montoliu i de Cebrià de Montoliu, entre els més coneguts. D'ascendència tarragonina per part de la família paterna i mallorquina per part de la família materna, estudià el batxillerat als jesuïtes de Manresa i es doctorà en Filosofia i Lletres a Madrid el 1903, després de cursar la carrera a Barcelona.
El 1908, juntament amb Antoni Griera i Pere Barnils, obtingué una borsa de la diputació provincial de Barcelona per anar a estudiar filologia romànica a la Universitat de Trobi, a Halle (Alemanya), amb els professors Bernhard Schädel i Hermann Suchier. Familiaritzat amb l'idioma i els mètodes de treball alemanys, va treballar com a lector de castellà i català a la Universitat d'Hamburg.
Havent retornat a Barcelona al cap de tres anys per a ocupar una càtedra de literatura a la Universitat de Barcelona, treballà a les Oficines Lexicogràfiques de l'Institut d'Estudis Catalans, on col·laborà en el "Butlletí de Dialectologia Catalana" i edità, amb Pompeu Fabra, el Diccionari Aguiló. A partir del 1925, la seva labor docent es va desenvolupar a l'Argentina, on dirigí l'Instituto de Filología de la Universitat de Buenos Aires. De nou en la seva ciutat natal, va recuperar la seva càtedra universitària.
Col·laborà al diari La Veu de Catalunya.
Professor de literatura castellana a la Universitat de Barcelona durant molts anys, el 1931 no aconseguí de guanyar les oposicions per a la càtedra corresponent. El 1936 fugí a França, i a partir del 1937 treballà en l'oficina de premsa italiana, òrgan de propaganda feixista durant la Guerra Civil espanyola.
El 1943, després de la mort de la seva muller, la violinista Júlia Vidal i Puig (1877-1943), ingressà primerament a Montserrat i després a Poblet, però no hi perseverà, i el 1945 fou elegit assessor de cultura de la diputació de Tarragona; fou també vicepresident del Patronat de Poblet i vicepresident director de l'Instituto de Estudios Tarraconenses Ramón Berenguer IV.

## Obra
Autor de nombrosos articles i assajos monogràfics centrats en la literatura espanyola i catalana, la seva bibliografia és molt abundosa, bé que de valor enormement desigual.
Després d'una primera etapa modernista, en la qual publicà poemes i drames (1901-07), es dedicà a la crítica literària de signe idealista —inspirada en Karl Vossler— i a l'erudició, més a base d'intuïció que no de rigor, alternada amb treballs divulgatius.
Les seves obres més importants són:
- Estudis de Literatura catalana (1912)
- Manual d'història crítica de la literatura catalana. Edat Moderna (1823-1900) (1922)
- La cançó popular (1926)
- Manual de literatura castellana (1929)
- Lo que España debe a un libro (1931)
- Goethe en la literatura catalana (1935)
- Breviari crític (1926-1933), compost per una selecció dels seus treballs de crítica periodística
- Aribau i la Catalunya del seu temps (1936)
- L'ànima d'Espanya i els seus reflexos en la literatura del Segle d'Or (1942)
- Elucidari crític (1947)

Altres obres menors foren:
- La sèrie Les grans personalitats de la literatura catalana (1957-62), fruit d'un encàrrec de Francesc Cambó.
- Des del 1898 col·laborà en revistes i des del 1904 en diaris, especialment catalans. Una part dels seus nombrosos articles, foren recollits en els Estudis de Literatura catalana, que foren publicats l'any 1912, i en els quatre volums del Breviari crític (1926-33).
- Escrigué encara un bon nombre de pròlegs i feu traduccions de l'alemany, el francès, l'anglès, l'italià i el llatí.
- Va publicar a més i en diversos toms, Els grans personatges de la literatura catalana.
- És autor també del Llibre de Tarragona (1953), el Llibre de Poblet (1955), La llengua catalana i els trobadors (1957),[4] amb Albertet de Sisteron i una biografia sobre Francisco Pizarro (1958).

## Fons
El Fons Montoliu de la Biblioteca Pública de Tarragona és un Fons de monografies que es compon d'un miler d'exemplars molts d'ells signats pels autors. La majoria d'aquests llibres integraven la seva pròpia biblioteca i hi destaquen com a temàtiques la literatura i la crítica literària. El fons de monografies està catalogat i es pot consultar al catàleg del Sistema de Lectura Pública de Catalunya. Papers d'arxiu. També formen part del llegat una col·lecció de papers d'arxiu, integrats per manuscrits, mecanografiats,... molts d'ells originals de treballs del mateix Manuel de Montoliu; i també documents relacionats amb els càrrecs de Manuel de Montoliu com a assessor de cultura de la Diputació de Tarragona (nomenat l'any 1945) i com a membre actiu de diverses institucions culturals vinculades al territori com el Patronat per a la Restauració del Monestir de Poblet i l'Institut d'Estudis Tarraconenses Ramon Berenguer IV. La col·lecció de papers d'arxiu s'agrupa en sis caixes que mantenen la seva classificació original i està inventariada. Papers varis. El llegat inclou també 36 volums facticis on hi són relligats sermons, discursos, publicacions periòdiques, etc., amb un total de 670 fulletons impresos dels segles XVIII i xix. El Fons Montoliu de la Biblioteca Pública de Tarragona és complementari del fons conservat a la Biblioteca de Catalunya; bàsicament correspondència de l'autor i que pot aportar dades interessants per a l'estudi de la cultura catalana de la primera meitat del segle xx.
La Biblioteca de Catalunya conserva també documentació del seu fons personal.